# Lago Inferior (Puelo)
El lago Inferior es un lago chileno de origen glaciar ubicado en la comuna de Cochamó, Región de Los Lagos. Pertenece a la cuenca del río Puelo y se encuentra próximo a la localidad de Segundo Corral, el paso El Bolsón y la frontera con Argentina.

## Ubicación
Este lago está ubicado inmediatamente tras el inicio del trayecto del río Puelo en territorio chileno, es decir, es casi la continuación del lago Puelo que está ubicado al otro lado de la frontera internacional. El geógrafo Hans Steffen los llamó Inferior y Superior respectivamente en su mapa de 1896.

## Historia
Luis Risopatrón lo describe brevemente en su Diccionario Geográfico de Chile de 1924:: 426 

Inferior (Lago) 42° 07' 71° 45'. Es estenso, con 20 i 23 m de profundidad en su parte E i hasta 120 m en su parte central i se encuentra a unos 200 m de altitud, en la parte superior del rio Puelo, a corta distancia al W del lago de este nombre [lago Puelo]; está rodeado de serranías escarpadas de granitos biotitoanfibólicos, las que en pocos lugares dejan a su pié una pequeña faja llana, compuesta de arena i guijarros, con rocas altas a corta distancia de las riberas i bajos cubiertos de juncos, los que acompañan largos trechos de la costa. Queda dividido en dos partes desiguales por una prominencia de tierras bajas, que se proyecta en el cuarto inferior de él, desde la costa S produce una angostura de 50 m de ancho; sus bosques han sido devastados por quemas antiguas, cuyos residuos contrastan con el color verde de los nuevos bosques de cedros que se levantan. En su estremo E recibe un rio de 2,5 kilómetros de largo, en cuyas márjenes se erijieron pirámides divisorias con la Arjentina, el 21 de febrero de 1903. 61, XCV, p. 215; i CI, p. 427; 111, i, carta de Steffen (1909); i II, p. 42, 43, 44 i 47; 120, p. 154 cuadro 4; i 134; e Interior error litográfico en 156.